# 2020年台灣大賽
2020年中華職棒總冠軍賽又稱2020年臺灣大賽，是中華職棒31年的最後一個系列賽程，是在2020年10月31日至11月8日，分別在臺中市洲際棒球場（4場）、台南市立棒球場（3場）舉行，參賽的兩支球隊分別是中華職棒31年上半季冠軍中信兄弟與下半季冠軍統一7-ELEVEn獅。 繼1993年、2001年、2008年及2009年後，兩隊第五次於總冠軍賽交手。此次系列賽，統一7-ELEVEn獅拔得頭籌，儘管中信兄弟連奪3勝取得聽牌優勢，但統一7-ELEVEn獅延續了下半季末的背水一戰氣勢，在1-3落後情況下連贏3場，以4-3取得隊史第10座總冠軍。這是繼2001年及2015年後，再度有球隊在1-3落後情況下，逆轉贏得總冠軍的系列賽。

## 例行賽戰績

### 上半季戰績
| # | 球隊     | 勝 | 敗 | 和 | 勝率  | 勝差 |
| - | -------- | -- | -- | -- | ----- | ---- |
| 1 | 中信兄弟 | 37 | 23 | 0  | 0.617 | 封王 |
| 2 | 樂天桃猿 | 34 | 26 | 0  | 0.567 | 3    |
| 3 | 統一獅   | 26 | 34 | 0  | 0.433 | 11   |
| 4 | 富邦悍將 | 23 | 37 | 0  | 0.383 | 14   |

### 下半球季
| # | 球隊     | 勝 | 敗 | 和 | 勝率  | 勝差 |
| - | -------- | -- | -- | -- | ----- | ---- |
| 1 | 統一獅   | 32 | 27 | 1  | 0.542 | 封王 |
| 2 | 富邦悍將 | 31 | 28 | 1  | 0.525 | 1    |
| 3 | 中信兄弟 | 30 | 28 | 2  | 0.517 | 1.5  |
| 4 | 樂天桃猿 | 25 | 35 | 0  | 0.417 | 7.5  |

### 全年戰績
| # | 球隊     | 勝 | 敗 | 和 | 勝率  | 勝差 |
| - | -------- | -- | -- | -- | ----- | ---- |
| 1 | 中信兄弟 | 67 | 51 | 2  | 0.568 | -    |
| 2 | 樂天桃猿 | 59 | 61 | 0  | 0.492 | 9    |
| 3 | 統一獅   | 58 | 61 | 1  | 0.487 | 9.5  |
| 4 | 富邦悍將 | 54 | 65 | 1  | 0.454 | 13.5 |

## 賽制及規則
- 採用7戰4勝制，任一隊伍率先取得4勝就奪下總冠軍。
- 採用「2-3-2」主場配置，因中信兄弟取得半季冠軍及全年球季戰績第1，故取得第1~2及6~7場共4場主場，享有主場優勢；統一7-ELEVEn獅則為第3~5場共3場主場。
- 無和局規定，每場比賽均須分出勝負。
- 系列賽開打前須提交上場球員名單最多28人，且提交後不得更換。
- 設有最有價值球員（MVP）獎一名，兩隊各有優秀球員獎一名。

## 登錄名單

### 統一7-ELEVEn獅隊
- 投手（12名）：陳韻文、江辰晏、潘威倫、劉軒荅、泰　迪、黃竣彥、王鏡銘、傅剛、布雷克、猛威爾、鄭鈞仁、江承峰
- 捕手（2名）：林祐樂、陳重羽
- 內野手（9名）：郭阜林、陳鏞基、陳傑憲、潘傑楷、林祖傑、吳桀睿、林靖凱、陳重廷、高國慶
- 外野手（5名）：唐肇廷、江亮緯、蘇智傑、潘武雄、林安可

### 中信兄弟隊
- 投手（11名）：鄭凱文、彭識穎、米蘭達、李振昌、羅傑斯、德保拉、蔡齊哲、黃恩賜、陳柏豪、吳哲源、吳俊偉
- 捕手（3名）：林明、陳家駒、高宇
- 內野手（8名）：王威晨、潘志芳、張志強、杜家明、許基宏、江坤宇、蘇緯達、岳東華
- 外野手（6名）：陳子豪、張志豪、周思齊、詹子賢、林書逸、岳政華

## 系列賽
| 賽程     | G1                         | G2                         | G3                         | G4                         | G5                         | G6                          | G7                         |
| -------- | -------------------------- | -------------------------- | -------------------------- | -------------------------- | -------------------------- | --------------------------- | -------------------------- |
| 比賽結果 | 10/31 洲際 統一 4 : 2 中信 | 11/01 洲際 統一 1 : 9 中信 | 11/03 臺南 中信 5 : 1 統一 | 11/04 臺南 中信 6 : 3 統一 | 11/05 臺南 中信 0 : 6 統一 | 11/07 洲際 統一 12 : 1 中信 | 11/08 洲際 統一 7 : 4 中信 |

### 第一場（10月31日）
地點：臺中市洲際棒球場 時間：17時05分

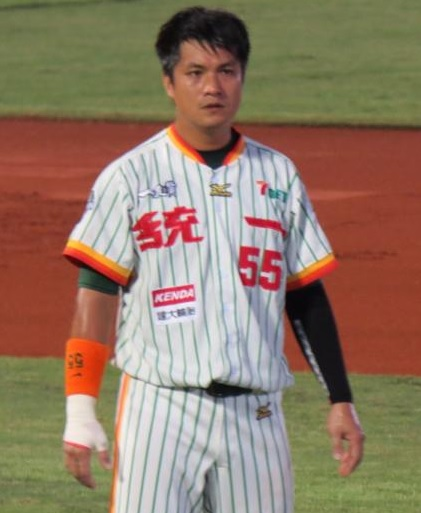
在比賽僵局擊出關鍵全壘打的潘武雄(非本場比賽照片)

比賽結果：統一4:2勝兄弟，取得系列賽1:0領先

#### 比賽過程
| 球隊           | 1                                                    | 2                                                    | 3                                                    | 4                                                    | 5                                                    | 6                                                    | 7                                                    | 8                                                    | 9                                                    | 10                                                   | R                                                    | H                                                    | E                                                    |                                                      |
| -------------- | ---------------------------------------------------- | ---------------------------------------------------- | ---------------------------------------------------- | ---------------------------------------------------- | ---------------------------------------------------- | ---------------------------------------------------- | ---------------------------------------------------- | ---------------------------------------------------- | ---------------------------------------------------- | ---------------------------------------------------- | ---------------------------------------------------- | ---------------------------------------------------- | ---------------------------------------------------- | ---------------------------------------------------- |
| 统一7-ELEVEn狮 | 0                                                    | 0                                                    | 0                                                    | 0                                                    | 0                                                    | 1                                                    | 0                                                    | 0                                                    | 0                                                    | 3                                                    | 4                                                    | 8                                                    | 0                                                    |                                                      |
| 中信兄弟       | 0                                                    | 0                                                    | 0                                                    | 0                                                    | 0                                                    | 1                                                    | 0                                                    | 0                                                    | 0                                                    | 1                                                    | 2                                                    | 8                                                    | 0                                                    |                                                      |
| 投手成績       | 勝投：黃竣彥(1W) 敗投：鄭凱文（1L）                  | 勝投：黃竣彥(1W) 敗投：鄭凱文（1L）                  | 勝投：黃竣彥(1W) 敗投：鄭凱文（1L）                  | 勝投：黃竣彥(1W) 敗投：鄭凱文（1L）                  | 勝投：黃竣彥(1W) 敗投：鄭凱文（1L）                  | 勝投：黃竣彥(1W) 敗投：鄭凱文（1L）                  | 勝投：黃竣彥(1W) 敗投：鄭凱文（1L）                  | 救援成功： 陳韻文（SV1）                             | 救援成功： 陳韻文（SV1）                             | 救援成功： 陳韻文（SV1）                             | 救援成功： 陳韻文（SV1）                             | 救援成功： 陳韻文（SV1）                             | 救援成功： 陳韻文（SV1）                             | 救援成功： 陳韻文（SV1）                             |
| 打擊成績       | 勝利打點：潘武雄（10上） 全壘打：潘武雄（10上，3分） | 勝利打點：潘武雄（10上） 全壘打：潘武雄（10上，3分） | 勝利打點：潘武雄（10上） 全壘打：潘武雄（10上，3分） | 勝利打點：潘武雄（10上） 全壘打：潘武雄（10上，3分） | 勝利打點：潘武雄（10上） 全壘打：潘武雄（10上，3分） | 勝利打點：潘武雄（10上） 全壘打：潘武雄（10上，3分） | 勝利打點：潘武雄（10上） 全壘打：潘武雄（10上，3分） | 勝利打點：潘武雄（10上） 全壘打：潘武雄（10上，3分） | 勝利打點：潘武雄（10上） 全壘打：潘武雄（10上，3分） | 勝利打點：潘武雄（10上） 全壘打：潘武雄（10上，3分） | 勝利打點：潘武雄（10上） 全壘打：潘武雄（10上，3分） | 勝利打點：潘武雄（10上） 全壘打：潘武雄（10上，3分） | 勝利打點：潘武雄（10上） 全壘打：潘武雄（10上，3分） | 勝利打點：潘武雄（10上） 全壘打：潘武雄（10上，3分） |
| 相關資料       | 單場MVP                                              | 單場MVP                                              | 單場MVP                                              | 單場MVP                                              | 潘武雄                                               | 潘武雄                                               | 潘武雄                                               | 潘武雄                                               | 潘武雄                                               | 潘武雄                                               | 潘武雄                                               | 潘武雄                                               | 潘武雄                                               | 潘武雄                                               |
| 相關資料       | 主審： 蘇建文 觀眾人數：15600                        | 主審： 蘇建文 觀眾人數：15600                        | 主審： 蘇建文 觀眾人數：15600                        | 主審： 蘇建文 觀眾人數：15600                        | 主審： 蘇建文 觀眾人數：15600                        | 主審： 蘇建文 觀眾人數：15600                        | 主審： 蘇建文 觀眾人數：15600                        | 比賽時間： 3小時47分                                 | 比賽時間： 3小時47分                                 | 比賽時間： 3小時47分                                 | 比賽時間： 3小時47分                                 | 比賽時間： 3小時47分                                 | 比賽時間： 3小時47分                                 | 比賽時間： 3小時47分                                 |

本場比賽先發投手分別是統一的布雷克以及兄弟的羅傑斯。雙方前5局都未能突破對方先發投手而形成0：0僵局，且都在第6局得到分數。
6局上統一7-ELEVEn獅的林靖凱擊出安打開啟攻勢，在中信兄弟先發投手羅傑斯9次牽制和統一7-ELEVEn獅的陳傑憲纏鬥達14球後，陳傑憲選到保送上壘，吳桀睿犧牲觸擊形成一出局二三壘有人，蘇智傑擊出安打得到本場比賽的第1分，但潘志芳精彩長傳阻止統一得到第2分。6局下中信兄弟的王威晨擊出安打後，潘志芳短打推進，隨後許基宏擊出二壘安打帶有1分打點，將比數追回1：1平手。
羅傑斯結束8局投球，統一7-ELEVEn獅則自第7局起啟動牛棚，雙方至9局打完維持1：1，進入台灣大賽史上第三次G1延長賽，10局上中信兄弟第二任投手鄭凱文續投，在一出局後被接連擊出安打形成一二壘有人，隨後統一7-ELEVEn獅啟用代打潘武雄，擊出右外野方向3分全壘打突破平手僵局，而10局下統一7-ELEVEn獅終結者陳韻文控球不穩，被攻佔滿壘後，蘇緯達擊出帶有1分打點的安打，追成2：4，隨後陳韻文對張志豪投出三振，本場比賽統一7-ELEVEn獅以4：2擊敗中信兄弟。

### 第二場（11月1日）
地點：臺中市洲際棒球場 時間：17時05分

比賽結果：兄弟9:1勝統一，雙方系列賽取得1:1平手

#### 比賽過程
| 统一7-ELEVEn狮 | 0                                                                                          | 1                                                                                          | 0                                                                                          | 0                                                                                          | 0                                                                                          | 0                                                                                          | 0                                                                                          | 0                                                                                          | 0                                                                                          | 1                                                                                          | 5                                                                                          | 0                                                                                          |                                                                                            |                                                                                            |
| 中信兄弟       | 0                                                                                          | 5                                                                                          | 0                                                                                          | 0                                                                                          | 0                                                                                          | 0                                                                                          | 0                                                                                          | 4                                                                                          | X                                                                                          | 9                                                                                          | 12                                                                                         | 0                                                                                          |                                                                                            |                                                                                            |
| 投手成績       | 勝投：德保拉 (1W，先發勝) 敗投：猛威爾（1L，先發敗）                                       | 勝投：德保拉 (1W，先發勝) 敗投：猛威爾（1L，先發敗）                                       | 勝投：德保拉 (1W，先發勝) 敗投：猛威爾（1L，先發敗）                                       | 勝投：德保拉 (1W，先發勝) 敗投：猛威爾（1L，先發敗）                                       | 勝投：德保拉 (1W，先發勝) 敗投：猛威爾（1L，先發敗）                                       | 勝投：德保拉 (1W，先發勝) 敗投：猛威爾（1L，先發敗）                                       | 勝投：德保拉 (1W，先發勝) 敗投：猛威爾（1L，先發敗）                                       | 勝投：德保拉 (1W，先發勝) 敗投：猛威爾（1L，先發敗）                                       | 勝投：德保拉 (1W，先發勝) 敗投：猛威爾（1L，先發敗）                                       | 勝投：德保拉 (1W，先發勝) 敗投：猛威爾（1L，先發敗）                                       | 勝投：德保拉 (1W，先發勝) 敗投：猛威爾（1L，先發敗）                                       | 勝投：德保拉 (1W，先發勝) 敗投：猛威爾（1L，先發敗）                                       | 勝投：德保拉 (1W，先發勝) 敗投：猛威爾（1L，先發敗）                                       | 勝投：德保拉 (1W，先發勝) 敗投：猛威爾（1L，先發敗）                                       |
| 打擊成績       | 勝利打點：岳東華（2下） 全壘打：岳東華（2下，2分）、岳政華（2下，2分）、蘇緯達（8下，3分） | 勝利打點：岳東華（2下） 全壘打：岳東華（2下，2分）、岳政華（2下，2分）、蘇緯達（8下，3分） | 勝利打點：岳東華（2下） 全壘打：岳東華（2下，2分）、岳政華（2下，2分）、蘇緯達（8下，3分） | 勝利打點：岳東華（2下） 全壘打：岳東華（2下，2分）、岳政華（2下，2分）、蘇緯達（8下，3分） | 勝利打點：岳東華（2下） 全壘打：岳東華（2下，2分）、岳政華（2下，2分）、蘇緯達（8下，3分） | 勝利打點：岳東華（2下） 全壘打：岳東華（2下，2分）、岳政華（2下，2分）、蘇緯達（8下，3分） | 勝利打點：岳東華（2下） 全壘打：岳東華（2下，2分）、岳政華（2下，2分）、蘇緯達（8下，3分） | 勝利打點：岳東華（2下） 全壘打：岳東華（2下，2分）、岳政華（2下，2分）、蘇緯達（8下，3分） | 勝利打點：岳東華（2下） 全壘打：岳東華（2下，2分）、岳政華（2下，2分）、蘇緯達（8下，3分） | 勝利打點：岳東華（2下） 全壘打：岳東華（2下，2分）、岳政華（2下，2分）、蘇緯達（8下，3分） | 勝利打點：岳東華（2下） 全壘打：岳東華（2下，2分）、岳政華（2下，2分）、蘇緯達（8下，3分） | 勝利打點：岳東華（2下） 全壘打：岳東華（2下，2分）、岳政華（2下，2分）、蘇緯達（8下，3分） | 勝利打點：岳東華（2下） 全壘打：岳東華（2下，2分）、岳政華（2下，2分）、蘇緯達（8下，3分） | 勝利打點：岳東華（2下） 全壘打：岳東華（2下，2分）、岳政華（2下，2分）、蘇緯達（8下，3分） |
| 相關資料       | 單場MVP                                                                                    | 單場MVP                                                                                    | 單場MVP                                                                                    | 單場MVP                                                                                    | 德保拉                                                                                     | 德保拉                                                                                     | 德保拉                                                                                     | 德保拉                                                                                     | 德保拉                                                                                     | 德保拉                                                                                     | 德保拉                                                                                     | 德保拉                                                                                     | 德保拉                                                                                     | 德保拉                                                                                     |
| 相關資料       | 主審：張展榮 觀眾人數：15600                                                               | 主審：張展榮 觀眾人數：15600                                                               | 主審：張展榮 觀眾人數：15600                                                               | 主審：張展榮 觀眾人數：15600                                                               | 主審：張展榮 觀眾人數：15600                                                               | 主審：張展榮 觀眾人數：15600                                                               | 主審：張展榮 觀眾人數：15600                                                               | 比賽時間： 2小時59分                                                                       | 比賽時間： 2小時59分                                                                       | 比賽時間： 2小時59分                                                                       | 比賽時間： 2小時59分                                                                       | 比賽時間： 2小時59分                                                                       | 比賽時間： 2小時59分                                                                       | 比賽時間： 2小時59分                                                                       |

今天統一雖然趁德保拉2局上不穩先馳得點，然而高國慶的跑壘失誤斷送追加分數的機會。中信兄弟則是立刻在2局下火力全開，單局攻下5分大局打爆猛威爾。其中岳東華及岳政華兄弟在第2局同局轟2分砲，寫下中職台灣大賽史上第1次；蘇緯達則在8下代打擊出3分打點全壘打砲轟潘威倫。先發投手德保拉第3局之後愈投愈穩健，投8局僅被敲4安，送出9次三振，失1分。中信兄弟在投打都有出色發揮下，終場以9比1擊敗統一，雙方打成1比1平手。

### 第三場（11月3日）
地點：臺南市立棒球場 時間：18時35分

比賽結果：兄弟5:1勝統一，兄弟取得2:1的系列賽領先

#### 比賽過程
| 中信兄弟       | 0                                                  | 0                                                  | 0                                                  | 1                                                  | 0                                                  | 0                                                  | 0                                                  | 0                                                  | 4                                                  | 5                                                  | 11                                                 | 0                                                  |                                                    |                                                    |
| 统一7-ELEVEn狮 | 0                                                  | 1                                                  | 0                                                  | 0                                                  | 0                                                  | 0                                                  | 0                                                  | 0                                                  | 0                                                  | 1                                                  | 3                                                  | 1                                                  |                                                    |                                                    |
| 投手成績       | 勝投：米蘭達(1W) 敗投：黃竣彥（1W1L）              | 勝投：米蘭達(1W) 敗投：黃竣彥（1W1L）              | 勝投：米蘭達(1W) 敗投：黃竣彥（1W1L）              | 勝投：米蘭達(1W) 敗投：黃竣彥（1W1L）              | 勝投：米蘭達(1W) 敗投：黃竣彥（1W1L）              | 勝投：米蘭達(1W) 敗投：黃竣彥（1W1L）              | 勝投：米蘭達(1W) 敗投：黃竣彥（1W1L）              | 勝投：米蘭達(1W) 敗投：黃竣彥（1W1L）              | 勝投：米蘭達(1W) 敗投：黃竣彥（1W1L）              | 勝投：米蘭達(1W) 敗投：黃竣彥（1W1L）              | 勝投：米蘭達(1W) 敗投：黃竣彥（1W1L）              | 勝投：米蘭達(1W) 敗投：黃竣彥（1W1L）              | 勝投：米蘭達(1W) 敗投：黃竣彥（1W1L）              | 勝投：米蘭達(1W) 敗投：黃竣彥（1W1L）              |
| 打擊成績       | 勝利打點：王威晨（9上） 全壘打：許基宏（9上，3分） | 勝利打點：王威晨（9上） 全壘打：許基宏（9上，3分） | 勝利打點：王威晨（9上） 全壘打：許基宏（9上，3分） | 勝利打點：王威晨（9上） 全壘打：許基宏（9上，3分） | 勝利打點：王威晨（9上） 全壘打：許基宏（9上，3分） | 勝利打點：王威晨（9上） 全壘打：許基宏（9上，3分） | 勝利打點：王威晨（9上） 全壘打：許基宏（9上，3分） | 勝利打點：王威晨（9上） 全壘打：許基宏（9上，3分） | 勝利打點：王威晨（9上） 全壘打：許基宏（9上，3分） | 勝利打點：王威晨（9上） 全壘打：許基宏（9上，3分） | 勝利打點：王威晨（9上） 全壘打：許基宏（9上，3分） | 勝利打點：王威晨（9上） 全壘打：許基宏（9上，3分） | 勝利打點：王威晨（9上） 全壘打：許基宏（9上，3分） | 勝利打點：王威晨（9上） 全壘打：許基宏（9上，3分） |
| 相關資料       | 單場MVP                                            | 單場MVP                                            | 單場MVP                                            | 單場MVP                                            | 江坤宇                                             | 江坤宇                                             | 江坤宇                                             | 江坤宇                                             | 江坤宇                                             | 江坤宇                                             | 江坤宇                                             | 江坤宇                                             | 江坤宇                                             | 江坤宇                                             |
| 相關資料       | 主審：王俊宏 觀眾人數：7126                        | 主審：王俊宏 觀眾人數：7126                        | 主審：王俊宏 觀眾人數：7126                        | 主審：王俊宏 觀眾人數：7126                        | 主審：王俊宏 觀眾人數：7126                        | 主審：王俊宏 觀眾人數：7126                        | 主審：王俊宏 觀眾人數：7126                        | 比賽時間： 3小時15分                               | 比賽時間： 3小時15分                               | 比賽時間： 3小時15分                               | 比賽時間： 3小時15分                               | 比賽時間： 3小時15分                               | 比賽時間： 3小時15分                               | 比賽時間： 3小時15分                               |

台灣大賽第3戰，中信兄弟先發投手米蘭達完投9局，只被擊出3安打失1分，統一泰迪主投7局亦僅失1分。中信兄弟靠王威晨在9局上先棒打黃竣彥擊出1分打點二壘打突破僵局，突破前8局1比1僵局；許基宏面對剛換上場的陳韻文再轟出3分砲奠定勝基，中信以5比1力克統一，率先搶下第2勝，也取得了系列賽領先。

### 第四場（11月4日）
地點：臺南市立棒球場 時間：18時35分
比賽結果：兄弟6:3勝統一，取得3:1的聽牌優勢

#### 比賽過程
| 中信兄弟       | 0                                                                                            | 0                                                                                            | 0                                                                                            | 3                                                                                            | 3                                                                                            | 0                                                                                            | 0                                                                                            | 0                                                                                            | 0                                                                                            | 6                                                                                            | 9                                                                                            | 1                                                                                            |                                                                                              |                                                                                              |
| 统一7-ELEVEn狮 | 0                                                                                            | 0                                                                                            | 0                                                                                            | 0                                                                                            | 0                                                                                            | 0                                                                                            | 0                                                                                            | 1                                                                                            | 2                                                                                            | 3                                                                                            | 9                                                                                            | 1                                                                                            |                                                                                              |                                                                                              |
| 投手成績       | 勝投：黃恩賜（1W，先發勝） 敗投：江辰晏（1L，先發敗）                                        | 勝投：黃恩賜（1W，先發勝） 敗投：江辰晏（1L，先發敗）                                        | 勝投：黃恩賜（1W，先發勝） 敗投：江辰晏（1L，先發敗）                                        | 勝投：黃恩賜（1W，先發勝） 敗投：江辰晏（1L，先發敗）                                        | 勝投：黃恩賜（1W，先發勝） 敗投：江辰晏（1L，先發敗）                                        | 勝投：黃恩賜（1W，先發勝） 敗投：江辰晏（1L，先發敗）                                        | 勝投：黃恩賜（1W，先發勝） 敗投：江辰晏（1L，先發敗）                                        | 勝投：黃恩賜（1W，先發勝） 敗投：江辰晏（1L，先發敗）                                        | 勝投：黃恩賜（1W，先發勝） 敗投：江辰晏（1L，先發敗）                                        | 勝投：黃恩賜（1W，先發勝） 敗投：江辰晏（1L，先發敗）                                        | 勝投：黃恩賜（1W，先發勝） 敗投：江辰晏（1L，先發敗）                                        | 勝投：黃恩賜（1W，先發勝） 敗投：江辰晏（1L，先發敗）                                        | 勝投：黃恩賜（1W，先發勝） 敗投：江辰晏（1L，先發敗）                                        | 勝投：黃恩賜（1W，先發勝） 敗投：江辰晏（1L，先發敗）                                        |
| 打擊成績       | 勝利打點：江坤宇（4局上） 全壘打：詹子賢（5上，3分）、郭阜林（8下，1分）、林安可（9下，2分） | 勝利打點：江坤宇（4局上） 全壘打：詹子賢（5上，3分）、郭阜林（8下，1分）、林安可（9下，2分） | 勝利打點：江坤宇（4局上） 全壘打：詹子賢（5上，3分）、郭阜林（8下，1分）、林安可（9下，2分） | 勝利打點：江坤宇（4局上） 全壘打：詹子賢（5上，3分）、郭阜林（8下，1分）、林安可（9下，2分） | 勝利打點：江坤宇（4局上） 全壘打：詹子賢（5上，3分）、郭阜林（8下，1分）、林安可（9下，2分） | 勝利打點：江坤宇（4局上） 全壘打：詹子賢（5上，3分）、郭阜林（8下，1分）、林安可（9下，2分） | 勝利打點：江坤宇（4局上） 全壘打：詹子賢（5上，3分）、郭阜林（8下，1分）、林安可（9下，2分） | 勝利打點：江坤宇（4局上） 全壘打：詹子賢（5上，3分）、郭阜林（8下，1分）、林安可（9下，2分） | 勝利打點：江坤宇（4局上） 全壘打：詹子賢（5上，3分）、郭阜林（8下，1分）、林安可（9下，2分） | 勝利打點：江坤宇（4局上） 全壘打：詹子賢（5上，3分）、郭阜林（8下，1分）、林安可（9下，2分） | 勝利打點：江坤宇（4局上） 全壘打：詹子賢（5上，3分）、郭阜林（8下，1分）、林安可（9下，2分） | 勝利打點：江坤宇（4局上） 全壘打：詹子賢（5上，3分）、郭阜林（8下，1分）、林安可（9下，2分） | 勝利打點：江坤宇（4局上） 全壘打：詹子賢（5上，3分）、郭阜林（8下，1分）、林安可（9下，2分） | 勝利打點：江坤宇（4局上） 全壘打：詹子賢（5上，3分）、郭阜林（8下，1分）、林安可（9下，2分） |
| 相關資料       | 單場MVP                                                                                      | 單場MVP                                                                                      | 單場MVP                                                                                      | 單場MVP                                                                                      | 詹子賢                                                                                       | 詹子賢                                                                                       | 詹子賢                                                                                       | 詹子賢                                                                                       | 詹子賢                                                                                       | 詹子賢                                                                                       | 詹子賢                                                                                       | 詹子賢                                                                                       | 詹子賢                                                                                       | 詹子賢                                                                                       |
| 相關資料       | 主審：吳家維 觀眾人數：7800                                                                  | 主審：吳家維 觀眾人數：7800                                                                  | 主審：吳家維 觀眾人數：7800                                                                  | 主審：吳家維 觀眾人數：7800                                                                  | 主審：吳家維 觀眾人數：7800                                                                  | 主審：吳家維 觀眾人數：7800                                                                  | 主審：吳家維 觀眾人數：7800                                                                  | 比賽時間： 4小時11分                                                                         | 比賽時間： 4小時11分                                                                         | 比賽時間： 4小時11分                                                                         | 比賽時間： 4小時11分                                                                         | 比賽時間： 4小時11分                                                                         | 比賽時間： 4小時11分                                                                         | 比賽時間： 4小時11分                                                                         |

繼2014年後，台灣大賽今年再度出現兩隊同場派出本土投手先發。4局上兄弟靠郭阜林守備失誤及岳政華適時安打攻下3分，5局上中信兄弟打線又發威，許基宏敲安後，周思齊獲保送，詹子賢一棒轟出3分砲奠定勝基。獅隊前7局雖不乏有跑者上壘，但屢屢欠缺關鍵一擊沒有任何分數進帳。儘管獅隊郭阜林在8局下開轟反擊，林安可9局下轟出2分砲，終場中信兄弟仍以6比3，3分的差距擊敗統一取得聽牌優勢，距離總冠軍僅剩一步之遙。

### 第五場（11月5日）
地點：臺南市立棒球場 時間：18時35分
比賽結果：統一6:0勝兄弟，系列賽3:2兄弟領先

#### 比賽過程
| 中信兄弟       | 0                                                     | 0                                                     | 0                                                     | 0                                                     | 0                                                     | 0                                                     | 0                                                     | 0                                                     | 0                                                     | 0                                                     | 3                                                     | 2                                                     |                                                       |                                                       |
| 统一7-ELEVEn狮 | 0                                                     | 2                                                     | 0                                                     | 0                                                     | 4                                                     | 0                                                     | 0                                                     | 0                                                     | X                                                     | 6                                                     | 10                                                    | 0                                                     |                                                       |                                                       |
| 投手成績       | 勝投：布雷克（1W，先發勝） 敗投：羅傑斯（1L，先發敗） | 勝投：布雷克（1W，先發勝） 敗投：羅傑斯（1L，先發敗） | 勝投：布雷克（1W，先發勝） 敗投：羅傑斯（1L，先發敗） | 勝投：布雷克（1W，先發勝） 敗投：羅傑斯（1L，先發敗） | 勝投：布雷克（1W，先發勝） 敗投：羅傑斯（1L，先發敗） | 勝投：布雷克（1W，先發勝） 敗投：羅傑斯（1L，先發敗） | 勝投：布雷克（1W，先發勝） 敗投：羅傑斯（1L，先發敗） | 勝投：布雷克（1W，先發勝） 敗投：羅傑斯（1L，先發敗） | 勝投：布雷克（1W，先發勝） 敗投：羅傑斯（1L，先發敗） | 勝投：布雷克（1W，先發勝） 敗投：羅傑斯（1L，先發敗） | 勝投：布雷克（1W，先發勝） 敗投：羅傑斯（1L，先發敗） | 勝投：布雷克（1W，先發勝） 敗投：羅傑斯（1L，先發敗） | 勝投：布雷克（1W，先發勝） 敗投：羅傑斯（1L，先發敗） | 勝投：布雷克（1W，先發勝） 敗投：羅傑斯（1L，先發敗） |
| 打擊成績       | 勝利打點：林祐樂（2下） 全壘打：                      | 勝利打點：林祐樂（2下） 全壘打：                      | 勝利打點：林祐樂（2下） 全壘打：                      | 勝利打點：林祐樂（2下） 全壘打：                      | 勝利打點：林祐樂（2下） 全壘打：                      | 勝利打點：林祐樂（2下） 全壘打：                      | 勝利打點：林祐樂（2下） 全壘打：                      | 勝利打點：林祐樂（2下） 全壘打：                      | 勝利打點：林祐樂（2下） 全壘打：                      | 勝利打點：林祐樂（2下） 全壘打：                      | 勝利打點：林祐樂（2下） 全壘打：                      | 勝利打點：林祐樂（2下） 全壘打：                      | 勝利打點：林祐樂（2下） 全壘打：                      | 勝利打點：林祐樂（2下） 全壘打：                      |
| 相關資料       | 單場MVP                                               | 單場MVP                                               | 單場MVP                                               | 單場MVP                                               | 布雷克                                                | 布雷克                                                | 布雷克                                                | 布雷克                                                | 布雷克                                                | 布雷克                                                | 布雷克                                                | 布雷克                                                | 布雷克                                                | 布雷克                                                |
| 相關資料       | 主審：林金達 觀眾人數：7800                           | 主審：林金達 觀眾人數：7800                           | 主審：林金達 觀眾人數：7800                           | 主審：林金達 觀眾人數：7800                           | 主審：林金達 觀眾人數：7800                           | 主審：林金達 觀眾人數：7800                           | 主審：林金達 觀眾人數：7800                           | 比賽時間： 3小時3分                                   | 比賽時間： 3小時3分                                   | 比賽時間： 3小時3分                                   | 比賽時間： 3小時3分                                   | 比賽時間： 3小時3分                                   | 比賽時間： 3小時3分                                   | 比賽時間： 3小時3分                                   |

台灣大賽第5戰，前4場1勝3敗陷入背水一戰的統一7-ELEVEn獅若此戰輸球就會被中信兄弟封王。至此全隊將士用命，先發投手布雷克霸氣壓制中信兄弟、投出完封勝，再加上猛獅打線有效串聯，2局下林祐樂敲出2分勝利打點二壘安打，5局下更是一口氣吃進4分大局讓羅傑斯提早退場。終場統一就以6：0擊敗中信兄弟，順利阻止對手在自家主場拋下彩帶，把戰線拉回台中洲際棒球場。

### 第六場（11月7日）

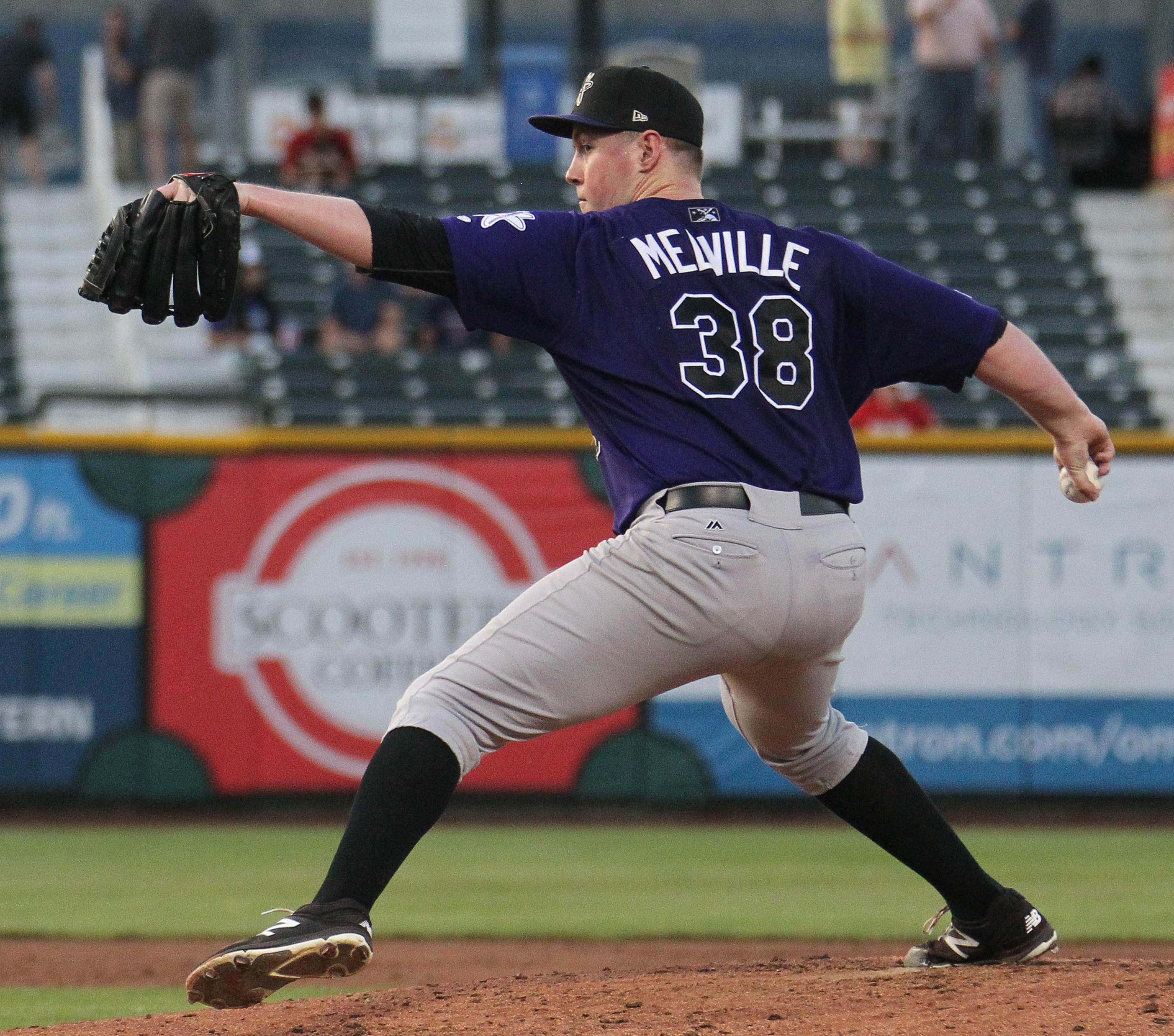
本場比賽勝利投手猛威爾(非本場比賽照片)

地點：臺中市洲際棒球場 時間：17時05分
比賽結果：統一12:1勝兄弟，系列賽3:3平手

#### 比賽過程
| 统一7-ELEVEn狮 | 2                                                     | 0                                                     | 0                                                     | 0                                                     | 2                                                     | 0                                                     | 0                                                     | 8                                                     | 0                                                     | 12                                                    | 12                                                    | 1                                                     |                                                       |                                                       |
| 中信兄弟       | 0                                                     | 0                                                     | 1                                                     | 0                                                     | 0                                                     | 0                                                     | 0                                                     | 0                                                     | 0                                                     | 1                                                     | 7                                                     | 1                                                     |                                                       |                                                       |
| 投手成績       | 勝投：猛威爾(1W1L，先發勝) 敗投：德保拉(1W1L，先發敗) | 勝投：猛威爾(1W1L，先發勝) 敗投：德保拉(1W1L，先發敗) | 勝投：猛威爾(1W1L，先發勝) 敗投：德保拉(1W1L，先發敗) | 勝投：猛威爾(1W1L，先發勝) 敗投：德保拉(1W1L，先發敗) | 勝投：猛威爾(1W1L，先發勝) 敗投：德保拉(1W1L，先發敗) | 勝投：猛威爾(1W1L，先發勝) 敗投：德保拉(1W1L，先發敗) | 勝投：猛威爾(1W1L，先發勝) 敗投：德保拉(1W1L，先發敗) | 勝投：猛威爾(1W1L，先發勝) 敗投：德保拉(1W1L，先發敗) | 勝投：猛威爾(1W1L，先發勝) 敗投：德保拉(1W1L，先發敗) | 勝投：猛威爾(1W1L，先發勝) 敗投：德保拉(1W1L，先發敗) | 勝投：猛威爾(1W1L，先發勝) 敗投：德保拉(1W1L，先發敗) | 勝投：猛威爾(1W1L，先發勝) 敗投：德保拉(1W1L，先發敗) | 勝投：猛威爾(1W1L，先發勝) 敗投：德保拉(1W1L，先發敗) | 勝投：猛威爾(1W1L，先發勝) 敗投：德保拉(1W1L，先發敗) |
| 打擊成績       | 勝利打點： 全壘打：陳鏞基（5局上）                    | 勝利打點： 全壘打：陳鏞基（5局上）                    | 勝利打點： 全壘打：陳鏞基（5局上）                    | 勝利打點： 全壘打：陳鏞基（5局上）                    | 勝利打點： 全壘打：陳鏞基（5局上）                    | 勝利打點： 全壘打：陳鏞基（5局上）                    | 勝利打點： 全壘打：陳鏞基（5局上）                    | 勝利打點： 全壘打：陳鏞基（5局上）                    | 勝利打點： 全壘打：陳鏞基（5局上）                    | 勝利打點： 全壘打：陳鏞基（5局上）                    | 勝利打點： 全壘打：陳鏞基（5局上）                    | 勝利打點： 全壘打：陳鏞基（5局上）                    | 勝利打點： 全壘打：陳鏞基（5局上）                    | 勝利打點： 全壘打：陳鏞基（5局上）                    |
| 相關資料       | 單場MVP                                               | 單場MVP                                               | 單場MVP                                               | 單場MVP                                               | 猛威爾                                                | 猛威爾                                                | 猛威爾                                                | 猛威爾                                                | 猛威爾                                                | 猛威爾                                                | 猛威爾                                                | 猛威爾                                                | 猛威爾                                                | 猛威爾                                                |
| 相關資料       | 主審：紀華文 觀眾人數：15600                          | 主審：紀華文 觀眾人數：15600                          | 主審：紀華文 觀眾人數：15600                          | 主審：紀華文 觀眾人數：15600                          | 主審：紀華文 觀眾人數：15600                          | 主審：紀華文 觀眾人數：15600                          | 主審：紀華文 觀眾人數：15600                          | 比賽時間： 3小時58分                                  | 比賽時間： 3小時58分                                  | 比賽時間： 3小時58分                                  | 比賽時間： 3小時58分                                  | 比賽時間： 3小時58分                                  | 比賽時間： 3小時58分                                  | 比賽時間： 3小時58分                                  |

台灣大賽第6戰，統一獅一開賽就靠首度先發的新秀江亮緯和陳傑憲安打，以及潘武雄2出局後的二壘打，取得2比0領先；中信兄弟在3局下靠保送及猛威爾守備失誤追回1分，然而錯失製造大局的機會；陳鏞基5局轟出2分砲，統一擴大領先至4:1。8局上，中信兄弟在德保拉投出四壞球保送之後啟動牛棚，統一趁勢一舉砲轟中信兄弟牛棚投手，單局進攻13人次並且攻下8分大局。先發投手猛威爾力投121球撐完7局，只被擊出6支安打，三振6次，失掉1分非責失分，終場12比1大勝中信兄弟，並且在1勝3敗的劣勢下將戰局扳成3比3平手並逼出第7戰。

### 第七場（11月8日）
地點：臺中市洲際棒球場 時間：17時05分

比賽結果：統一7:4勝兄弟，統一獅在系列賽中封王並得到中華職棒31年總冠軍

#### 比賽過程
| 统一7-ELEVEn狮 | 1                                      | 1                                      | 1                                      | 0                                      | 0                                      | 0                                      | 4                                      | 0                                      | 0                                      | 7                                      | 10                                     | 0                                      |                                        |                                        |
| 中信兄弟       | 0                                      | 0                                      | 4                                      | 0                                      | 0                                      | 0                                      | 0                                      | 0                                      | 0                                      | 4                                      | 11                                     | 0                                      |                                        |                                        |
| 投手成績       | 勝投：泰 迪(1W) 敗投：米蘭達(1W1L)     | 勝投：泰 迪(1W) 敗投：米蘭達(1W1L)     | 勝投：泰 迪(1W) 敗投：米蘭達(1W1L)     | 勝投：泰 迪(1W) 敗投：米蘭達(1W1L)     | 勝投：泰 迪(1W) 敗投：米蘭達(1W1L)     | 勝投：泰 迪(1W) 敗投：米蘭達(1W1L)     | 勝投：泰 迪(1W) 敗投：米蘭達(1W1L)     | 救援成功： 布雷克(1SV)                 | 救援成功： 布雷克(1SV)                 | 救援成功： 布雷克(1SV)                 | 救援成功： 布雷克(1SV)                 | 救援成功： 布雷克(1SV)                 | 救援成功： 布雷克(1SV)                 | 救援成功： 布雷克(1SV)                 |
| 打擊成績       | 勝利打點：吳桀睿 全壘打：陳傑憲（7上） | 勝利打點：吳桀睿 全壘打：陳傑憲（7上） | 勝利打點：吳桀睿 全壘打：陳傑憲（7上） | 勝利打點：吳桀睿 全壘打：陳傑憲（7上） | 勝利打點：吳桀睿 全壘打：陳傑憲（7上） | 勝利打點：吳桀睿 全壘打：陳傑憲（7上） | 勝利打點：吳桀睿 全壘打：陳傑憲（7上） | 勝利打點：吳桀睿 全壘打：陳傑憲（7上） | 勝利打點：吳桀睿 全壘打：陳傑憲（7上） | 勝利打點：吳桀睿 全壘打：陳傑憲（7上） | 勝利打點：吳桀睿 全壘打：陳傑憲（7上） | 勝利打點：吳桀睿 全壘打：陳傑憲（7上） | 勝利打點：吳桀睿 全壘打：陳傑憲（7上） | 勝利打點：吳桀睿 全壘打：陳傑憲（7上） |
| 相關資料       | 單場MVP                                | 單場MVP                                | 單場MVP                                | 單場MVP                                | 陳傑憲                                 | 陳傑憲                                 | 陳傑憲                                 | 陳傑憲                                 | 陳傑憲                                 | 陳傑憲                                 | 陳傑憲                                 | 陳傑憲                                 | 陳傑憲                                 | 陳傑憲                                 |
| 相關資料       | 主審：蘇建文 觀眾人數：15600           | 主審：蘇建文 觀眾人數：15600           | 主審：蘇建文 觀眾人數：15600           | 主審：蘇建文 觀眾人數：15600           | 主審：蘇建文 觀眾人數：15600           | 主審：蘇建文 觀眾人數：15600           | 主審：蘇建文 觀眾人數：15600           | 比賽時間： 3小時59分                   | 比賽時間： 3小時59分                   | 比賽時間： 3小時59分                   | 比賽時間： 3小時59分                   | 比賽時間： 3小時59分                   | 比賽時間： 3小時59分                   | 比賽時間： 3小時59分                   |

2020年台灣大賽拼到最後第7場一戰定江山，前3局統一延續氣勢，每局各得1分。
中信兄弟在主場滿場球迷助威下，在3局下靠連續安打及打跑戰術，不僅打下4分大局，還有繼續追加分數的機會，不過統一獅識破了打跑戰術，成功止血。
7局上，統一獅靠林靖凱安打、代打郭阜林四壞球保送佔據一二壘；此時米蘭達發生暴投，中信兄弟卻沒及時換下有傷的陳家駒，結果付出捕逸的代價讓獅隊兵不血刃地追平；緊接著代打吳桀睿擊出1分打點安打要回領先，陳傑憲更在中信兄弟在換黃恩賜登板後轟出2分砲。獅隊不但單局吃下4分，更成為氣勢的轉捩點。
7局下，中信兄弟在2出局後展開反撲，最後徒留殘壘。
獅隊在最後2個半局儘管都未能把握機會追加保險分，但在布雷克的後援之下也繼續守住領先。
中信兄弟9下詹子賢率先場地規則二壘安打，但經連續3個飛球出局後，讓統一獅終場以7：4奪下總冠軍。
統一獅成為第3支克服1勝3敗逆境最後3連勝封王的球隊(前2支分別為2001年兄弟象與2015年Lamigo桃猿)，也成為中職史上第1支拿下10座總冠軍的球隊。中信接手兄弟象自2014年起更名為中信兄弟後，於2014年至2020年7年內6度打進總冠軍賽，惟最後均由對手拿下總冠軍，主場台中洲際棒球場則是5度由對手拋下總冠軍彩帶，中信兄弟仍然未在2020年贏得轉手後的第1座總冠軍。

## 總冠軍戰獎項

### 總冠軍戰MVP
- 統一7-ELEVEn獅：潘武雄

### 總冠軍戰優秀球員
- 統一7-ELEVEn獅：布雷克
- 中信兄弟：江坤宇

## 特殊紀錄

### 總冠軍戰
- 樂天桃猿無緣季後賽及總冠軍賽，3連霸球隊隔年未能打進季後賽(包括總冠軍賽)的紀錄持續中。
- 中信接手原兄弟象後與統一7-ELEVEn獅首度於總冠軍賽交手，如算入兄弟象隊史，則是2009年後再度交手，且首度由兄弟隊取得主場優勢(第1~2、6~7場)。
- 中華職棒31年來第10次打滿7場。(前9次分別為1991年、1998年、2000年~2001年、2004年、2007年~2009年、2015年)
- 母企業為金融業之球隊未獲得總冠軍的紀錄持續中（已於2021年打破）。
- 主場球隊戰績2勝5敗，與2001年及2007年並列第2差。(最差為2004年，主場球隊0勝7敗)
- 第1戰於延長賽獲勝的球隊必拿下當年度總冠軍的紀錄仍持續中。
- 第3次出現球隊從1勝3敗劣勢下3連勝逆轉的戰況，且與前2次相同均為第1場獲勝後吞下3連敗，再3連勝拿下總冠軍。反之在無保送勝的情況下，第1場輸球後連贏3場的球隊，後面必3連敗。

### 球隊紀錄
統一7-ELEVEn獅
- 隊史10座總冠軍為聯盟最多(前9座分別為1991年、1995年~1996年、2000年、2007年~2009年、2011年、2013年)。
- 中止平隊史紀錄的連續6個球季沒有拿下總冠軍紀錄(2001年~2006年與2014年~2019年)。
- 第3支從1勝3敗劣勢下3連勝拿下總冠軍的球隊(前2支為2001年兄弟象與2015年Lamigo桃猿)。
- 例行賽勝率0.487，為勝率最低且是第1支勝少敗多的總冠軍球隊(原紀錄為1997年味全龍勝率剛好5成)。
- 第1戰獲勝當年度必拿下總冠軍的紀錄仍持續中(過去為1996年、2000年、2007年、2009年、2011年、2013年)，中止被對手先聽牌即輸掉總冠軍賽的紀錄(過去為1993年、2006年、2012年、2018年)。
- 自2008年第7戰開始，連續34場總冠軍賽均有得分。(中斷於2021年G1)

中信兄弟
- 7年內6度打進總冠軍賽(2014年~2017年、2019年~2020年)，但均於總冠軍賽失利，且有5次對手在自家主場(臺中市洲際棒球場)封王，僅2015年Lamigo桃猿於桃園主場封王。
- 如算入兄弟象隊史，兄弟隊已連續10個球季未獲得總冠軍，直到2021年才破除魔咒。且自2001年~2003年完成3連霸後的17個球季，僅於2010年拿下1座總冠軍，其中於總冠軍賽失利8次為聯盟最多(第2名為統一獅6次)。
- 聯盟第1支兩度於3勝1敗優勢下苦吞3連敗遭逆轉的球隊(原與統一獅並列各1次)。
- 近6次總冠軍賽第5~7戰累積戰績為0勝10敗(2017年Lamigo桃猿包辦上、下半季冠軍獲得的保送勝不計場數，當年最後一場比賽視為第4戰)。另外，除了2014年被Lamigo桃猿取得3:0優勢聽牌後取得1勝續命(但對手仍在第5戰封王)外，均於對手聽牌後的下一場比賽讓對手順利封王。

### 個人紀錄
- 統一7-ELEVEn獅新人林安可首度打總冠軍賽，7場均有安打演出；潘武雄出賽5場均有擊出安打。
- 統一7-ELEVEn獅總冠軍賽16位野手僅捕手陳重羽未先發出賽，其餘野手均有先發出賽紀錄。
- 統一7-ELEVEn獅陳鏞基於總冠軍賽第6戰8局上半獲得2次保送，為個人生涯第一次，也是中華職棒大聯盟新紀錄。
- 中信兄弟老將周思齊於總冠軍賽累積50支安打，為中華職棒大聯盟第8人。(前7人為2005年興農牛張泰山、2014年中信兄弟彭政閔、2016年中信兄弟林智勝、2018年統一7-ELEVEn獅高國慶、2019年Lamigo桃猿郭嚴文與林泓育及2020年統一7-ELEVEn獅潘武雄)
- 第2戰中信兄弟岳東華與岳政華兄弟於2局下同局擊出全壘打，為中華職棒總冠軍賽首對同局擊出全壘打的兄弟檔，美國職棒大聯盟無此紀錄。

## 外部連結
- 中華職業棒球大聯盟（页面存档备份，存于）（繁體中文）
- 2020年台灣大賽在台灣棒球維基館上的頁面（繁體中文）